# Bulbophyllum weddelii
Bulbophyllum weddelii (tên tiếng Anh là Weddel's Bulbophyllum) là một loài phong lan.
 Tư liệu liên quan tới Bulbophyllum weddelii tại Wikimedia Commons